# Шунга (село)
Шунга — село в Костромском районе Костромской области России. Административный центр Шунгенского сельского поселения.

## География
Село находится на юго-западе области, в южной зоне таёжных лесов на восточном берегу Костромского водохранилища на расстоянии 4 км (по Некрасовскому шоссе) к северо-западу от города Кострома, административного центра района и области. Абсолютная высота — 91 м над уровнем моря.

### Климат
Климат — умеренно-континентальный, с умеренно теплым летом и умеренно суровой и снежной зимой. Средние температуры: января −12 °C, июля 18 °C. Осадков около 600 мм в год (максимум — летом). Абсолютный минимум температуры воздуха составляет минус 46-50°С. Максимальная плюсовая температура — 34-37°С. Абсолютный максимум при оттепелях +3-4°С. В июле абсолютный минимум при резких похолоданиях в некоторые годы может быть +2-3°С.

### Часовой пояс
Село Шунга, как и вся Костромская область, находится в часовой зоне МСК (московское время). Смещение применяемого времени относительно UTC составляет +3:00.

## История
Погост известен с XIII века, когда эта территория принадлежала Владимирскому княжеству. В начале XVI века погост был передан Ипатьевскому монастырю. В середине XVII века была построена каменная Покровская церковь.

## Население
| 2008 | 2010  | 2014  |
| ---- | ----- | ----- |
| 1259 | ↘1209 | ↗1253 |

### Национальный состав
Согласно результатам переписи 2002 года, в национальной структуре населения русские составляли 97 %.

## Улицы
| - ул. Галафеева, - ул. Зелёная, - ул. Колхозная, - ул. Коробейниковская, - ул. Набережная, | - ул. Пестовская, - ул. Победы, - ул. Полевая, - ул. Почтовая, - ул. Советская, | - пер. Советский, - ул. Сосновая, - ул. Школьная, - ул. Юбилейная. |